# Pólis (Chipre)
Pólis ou Pólis Crísoco (em grego:  Πόλη Χρυσοχούς) é uma cidade localizada no distrito de Pafos, Chipre. De acordo com o censo de 2011, sua população era de 3 690 habitantes.